# Aveugle, que veux-tu ?
Aveugle, que veux-tu ? est un téléfilm français réalisé par Juan Luis Buñuel et diffusé dans la série télévisée Série noire le 25 février 1984.

## Synopsis
Un gangster devenu aveugle à la suite d’un règlement de comptes retrouve ses ennemis avec l’aide d’un enfant.

## Fiche technique
- Titre : Aveugle, que veux-tu ?
- Réalisation : Juan Luis Buñuel
- Scénario : Juan Luis Buñuel, Jean-Patrick Manchette d'après le roman éponyme de Robert Destanque Série noire no 1712
- Musique : Serge Franklin
- Durée : 88 minutes

## Distribution
- François Cluzet : Robert Nolan
- Dora Doll : La mère de Nolan
- David Giardinelli : Michel
- Sylvie Orcier : Sarah
- David Pontremoli : Ange Benelli
- Ged Marlon : Max
- Marcel Cuvelier : Le commissaire
- Hélène Peychayrand : La mère de Michel
- Vania Vilers : Le père de Michel
- Aïna Walle : Lucienne
- Kelvine Dumour : Nadine
- Christian Charmetant : Jacques
- Sophie de Preneuf : Joséphine
- Michel Berreur : Le premier truand
- Philippe Klébert : Le second truand
- Henri Lambert : Le troisième truand
- Christine Datnowsky : La bibliothécaire
- Jacob Reymond : L'interne
- Pierre Lary : Le commerçant d'armes